# دحية بن مصعب
دحية بن مصعب بن الاصبغ بن عبد العزيز بن مروان أمير من بقايا بني أمية بمصر خرج على أميرها إبراهيم بن صالح سنة 167 هجريًا ومنع الأموال، ودعا لنفسه بالخلافة وعظم أمره فملك عامة الصعيد في مصر ما جعل ولاة مصر بالخروج لمحاربته.